# Rick Bockelie
Rick Marlow Bockelie (Oslo, 15 de março de 1902 — 24 de maio de 1970) foi um velejador norueguês, campeão olímpico. Ele competiu nos Jogos Olímpicos de Verão de 1924 na classe 8 Metre e conquistou a medalha de ouro na disputa realizada a bordo do Béra com Harald Hagen, Ingar Nielsen, Carl Ringvold e Carl Ringvold Jr..